# Eda Tuğsuz
Eda Tuğsuz (* 27. März 1997 in Antalya) ist eine türkische Leichtathletin, die sich auf den Speerwurf spezialisiert hat und Inhaberin des Landesrekordes in dieser Disziplin ist.

## Sportliche Laufbahn
Erstmals international in Erscheinung trat Eda Tuğsuz bei den Jugendweltmeisterschaften in Donezk 2013, bei denen sie mit 51,56 Metern den fünften Platz belegte. 2014 nahm sie an den Juniorenweltmeisterschaften in Eugene teil und schied dort 48,19 m in der Qualifikation aus. Zudem nahm sie an den Olympischen Jugendsommerspielen in Nanjing teil und belegte dort im B-Finale mit 48,48 m den dritten Platz. 2015 belegte sie bei den U20-Europameisterschaften im schwedischen Eskilstuna mit 51,82 m den achten Rang. 2016 qualifizierte sie sich für die Europameisterschaften in Amsterdam und belegte dort mit 56,97 m den elften Platz. Bei den U20-Weltmeisterschaften in Bydgoszcz gewann sie mit einer Weite von 56,71 m die Bronzemedaille. 2017 gewann sie die Silbermedaille in der U23-Wertung des Europäischen Winterwerfercups. Bei den Islamic Solidarity Games in Baku siegte sie mit einer Weite von 67,21 Metern und stellte damit einen neuen Landesrekord und U23-Europarekord auf. Dieser wurde später von der Kroatin Sara Kolak verbessert. Bei den U23-Europameisterschaften in Bydgoszcz belegte sie mit 62,37 m den vierten Platz. Damit qualifizierte sie sich für die Weltmeisterschaften in London, bei denen sie mit 64,52 m im Finale den fünften Platz belegte. Wenige Wochen später belegte sie bei den Weltstudentenspielen in Taipeh mit 60,75 m den vierten Platz. 2018 siegte sie bei den U23-Mittelmeermeisterschaften in Jesolo mit 57,23 m und schied bei den Europameisterschaften in Berlin mit 57,77 m in der Qualifikation aus. Im Jahr darauf erreichte sie bei den Europaspielen in Minsk mit 62,49 m Rang vier und gewann anschließend bei der Sommer-Universiade in Neapel mit 59,75 m die Bronzemedaille hinter der Litauerin Liveta Jasiūnaitė und Haruka Kitaguchi aus Japan. In der Woche darauf musste sie sich bei den U23-Europameisterschaften in Gävle mit 61,03 m nur der Deutschen Annika-Marie Fuchs geschlagen geben. Sie nahm auch an den Weltmeisterschaften in Doha teil, schied dort aber mit 58,28 m in der Qualifikation aus. 2021 erreichte sie bei den Olympischen Spielen in Tokio das Finale und belegte dort mit einer Saisonbestleistung von 64,00 m den vierten Platz.
2022 gewann sie bei den Mittelmeerspielen in Oran mit 59,30 m die Silbermedaille hinter der Serbin Adriana Vilagoš und anschließend schied sie bei den Weltmeisterschaften in Eugene ohne einen gültigen Versuch in der  Qualifikationsrunde aus. Anschließend gewann sie bei den Islamic Solidarity Games in Konya mit 56,59 m die Silbermedaille hinter ihrer Landsfrau Esra Türkmen und verpasste anschließend bei den Europameisterschaften in München mit 56,33 m den Finaleinzug. Im Jahr darauf gewann sie bei den Balkan-Meisterschaften in Kraljevo mit 57,17 m die Bronzemedaille hinter der Serbin Adriana Vilagoš und Martina Ratej aus Slowenien. Daraufhin siegte sie mit 59,05 m bei den World University Games in Chengdu und schied dann bei den Weltmeisterschaften in Budapest ohne einen gültigen Versuch in der Vorrunde aus. 2024 siegte sie mit 58,24 m bei den Balkan-Meisterschaften in Izmir. Kurz darauf verpasste sie bei den Europameisterschaften in Rom mit 53,29 m den Finaleinzug und schied im August bei den Olympischen Sommerspielen in Paris mit 55,30 m ebenfalls in der Vorrunde aus.
In den Jahren 2015, 2022 und 2023 wurde Tuğsuz türkische Meisterin im Speerwurf.